# Pinball Wizard
Pinball Wizard är en låt skriven av Pete Townshend och lanserad av The Who 1969. Låten var den största singelframgången från The Whos rockopera Tommy, men var också bland de sista låtarna som togs med till musikalbumet. Den handlar om hur huvudpersonen i rockoperan Tommy blir mästare i flipperspel och är skriven ur den imponerade tidigare flippermästarens perspektiv. Det inledande akustiska gitarriffet i "Pinball Wizard" förekommer även i slutet av låten "I'm Free" från samma rockopera. 1976 hade Elton John en hit med en pianobaserad cover av låten.

## Listplaceringar
| Lista (1969)   | Position                              |
| -------------- | ------------------------------------- |
| Finland        | 32                                    |
| Frankrike      | 89                                    |
| Irland         | 14                                    |
| Kanada         | 6 (RPM)                               |
| Nederländerna  | 12                                    |
| Nya Zeeland    | 8                                     |
| Storbritannien | 4                                     |
| Sverige        | - (Testad på Tio i topp, ej inröstad) |
| USA            | 19 (Billboard Hot 100)                |
| Vallonien      | 47                                    |
| Västtyskland   | 25                                    |